# Hämorrhoidektomie
Als Hämorrhoidektomie bezeichnet man in der Chirurgie das operative Entfernen stark vergrößerter Hämorrhoiden. Es existiert jedoch kein einheitliches Verfahren. Vielmehr unterscheidet man mehrere unterschiedliche Techniken, die jeweils nach ihren Erfindern benannt sind. Nach Möglichkeit werden heute jedoch modernere minimal-invasive Behandlungsmethoden vorgezogen.

## Verlauf
Die Operationen werden unter Vollnarkose oder auch in Spinalanästhesie durchgeführt und erfordern einen längeren stationären Krankenhausaufenthalt. Üblich sind zwischen fünf und zehn Tagen. Diese Zeit ist vor allem für die anschließende Beobachtung erforderlich. Bei Komplikationen können nach der Operation beispielsweise sehr starke Blutungen auftreten.
Die Heilzeit verläuft langwierig und sehr schmerzhaft, so dass die Einnahme von Schmerzmitteln erforderlich ist. Vor allem bei den offenen Verfahren (insbesondere nach Milligan-Morgan) dauert die Heilung mehrere Wochen und die Wunden müssen täglich mit Sitzbädern (z. B. Kamille) gereinigt und gepflegt werden. Der Patient bleibt in jedem Fall für mehrere Wochen arbeitsunfähig.

## Verfahren

### Milligan-Morgan (Offene Hämorrhoidektomie)
Anwendungsgebiet (Indikation):
Bei erheblichen Beschwerden mit Hämorrhoiden des 3., seltener auch des 4. Grades.
Geschichte:
Um 1935 von den Ärzten E.T.C. Milligan und C. Naughton Morgan in Großbritannien entwickelt, gilt diese Operationstechnik im Herkunftsland, aber auch in Deutschland, immer (noch) als das Standard-Verfahren.
Technik:
Bei der Durchführung werden die drei hämorrhoidalen Knoten mit einer Klemme durch den Anus nach außen gezogen und dort präpariert. Deshalb wird diese Operationstechnik gelegentlich auch als 'Dreizipfelmethode' bezeichnet. Das Verfahren ist jedoch nicht zwingend für alle Knoten gleichzeitig anzuwenden. Genauso gut ist es auch zur Behandlung lediglich einzelner Segmente geeignet.
Der Operateur entscheidet, wo er Hautbrücken erhalten will und trennt das Hämorrhoidengewebe vom darunter liegenden Schließmuskel. Nach Umstechen des Knotens wird normalerweise auch noch die Versorgungsarterie abgebunden. Damit kann späteren Blutungen vorgebeugt werden. Schließlich wird der Knoten mit einem Skalpell abgetragen.
Besonderheit:
Die dreieckförmigen Wunden, die zwischen jeweils mindestens 2 cm breiten intakten Brücken von Haut- und Analschleimhaut zurückbleiben, werden nicht vernäht, sondern müssen offen verheilen. Daher auch die Bezeichnung als Offenes Verfahren.

### Parks (Submuköse Hämorrhoidektomie)
Anwendungsgebiet (Indikation):
Bei erheblichen Beschwerden mit Hämorrhoiden ab 3., vor allem aber 4. Grades.
Geschichte:
Der Londoner Chirurg A.G. Parks war der Auffassung, dass lediglich die Unempfindlichkeit des Analkanals gegen Infektionen der Grund für die Entwicklung und den Erfolg offener Verfahren sei. Daher entwickelte er (um 1956) ein eigenes Verfahren, mit dem er versuchte, die Afterhaut weitestgehend intakt zu erhalten. Die Technik wird vor allem in Europa noch regelmäßig angewandt.
Technik:
Dazu wird für jeden Knoten ein Y-förmiger Schnitt in der Analschleimhaut angebracht und das Hämorrhoidalpolster darunter freigelegt. Anschließend werden die Versorgungsgefäße unterbunden, das Polstergewebe unter der Schleimhaut entfernt und die Wundränder T-förmig vernäht. Dabei bleibt nur im unteren Teil dieses T in Richtung zum After ein kleinerer Bereich offen. Das Verfahren hat eine übersichtlichere Vorbereitung, ist aber im Vergleich zu Milligan-Morgan technisch aufwändiger. Es werden größere Erfahrungen des Operateurs vorausgesetzt.
Besonderheit:
Das Verfahren wird wegen der schnelleren und weniger schmerzhaften Heilung bevorzugt. Kritiker wenden jedoch ein, es bestehe die Gefahr von Komplikationen mit der Naht. Diese könnte sich lösen und zu einer breiten Defektzone im Analkanal, oder bei starker Vernarbung eher zu einer Darmenge führen, als das Verfahren nach Milligan-Morgan.

### Ferguson (Geschlossene Hämorrhoidektomie)
Anwendungsgebiet (Indikation):
Bei erheblichen Beschwerden mit Hämorrhoiden des 3. oder 4. Grades.
Geschichte:
Diese Technik wurde als Modifikation zu Milligan-Morgan um 1952 von Ferguson in den Vereinigten Staaten entwickelt und wird dort auch heute noch bevorzugt angewendet.
Technik:
Wie bei Milligan-Morgan wird das Gewebe mit einer Zange ergriffen, mit dem Skalpell vom Schließmuskel (Sphinkter) gelöst und dann abgetrennt. Anschließend wird jedoch die Wunde von oben bis hinunter zum Anoderm mit fortlaufender Längsnaht geschlossen.
Besonderheit:
Im Vergleich zu Milligan-Morgan sind geringere Schmerzen und eine schnellere Heilung zu erwarten. Durch den Verschluss der Wunde können aber verstärkt Komplikationen durch Blutergüsse auftreten. Ebenso wie bei Parks entsteht durch die Naht ein weiteres Komplikationsrisiko.

### Fansler-Arnold (Rekonstruktive Hämorrhoidektomie)
Anwendungsgebiet (Indikation):
Bei erheblichen Beschwerden mit Hämorrhoiden 4. Grades. Insbesondere wenn diese außen fixiert und der Analkanal soweit verformt ist, dass er bei der Operation wiederhergestellt werden muss (Analplastik).
Technik:
Hier wird die nach außen verlagerte Analhaut zunächst von innen abgelöst. Nach Herausschneiden der darunterliegenden Hämorrhoiden wird das Schleimhautläppchen wieder an seine natürliche Position in das Innere des After vernäht.
Besonderheit:
Nachteil der Methode ist der extrem hohe Aufwand der Operation.

### Whitehead (supraanodermale Hämorrhoidektomie)
Geschichte:
Diese bereits um 1882 von Whitehead beschriebene Technik gilt heute als „Kunstfehler“ und wird unter Berücksichtigung von Weiterentwicklungen nur noch äußerst selten angewandt. Sie stand schnell im Verdacht, ein besonders hohes Risiko für Komplikationen, insbesondere Stenosen zu verursachen.
Technik:
Whitehead bevorzugte das kreisförmige Ausschneiden der Hamorrhoiden-Polster, womit jedoch meist die vollständige Zerstörung der Analhaut, des Anoderm verbunden ist.

## Risiken und Komplikationen
Es besteht bei allen Techniken die Gefahr, dass anschließend Blutungen auftreten, die teilweise sehr stark sein können und Notfallbehandlung erfordern. Es können außerdem Abszesse, Fisteln und Stenosen auftreten. In ungünstigen Fällen kann die Operation eine Afterenge zur Folge haben und zu vorübergehender, selten sogar lebenslanger Wind- und Stuhlhalteschwäche (Stuhlinkontinenz) führen.
Wie bei allen Eingriffen besteht ein geringes Risiko einer Infektion, oder evtl. auch einer Verletzung durch Unachtsamkeit des Operateurs.

## Rezidiv
In der Regel ist die Rezidivquote sehr gering. Wiederauftreten eines Hämorrhoiden-Leidens ist aber nicht auszuschließen. Bei jüngeren Patienten (unter 40 Jahre) wird daher gelegentlich empfohlen, die Operation noch aufzuschieben.